# Sven Elvius
Sven Elvius, född 27 maj 1883 i Uppsala, död 27 oktober 1947 i Västerås, var en svensk skolman.

## Biografi
Elvius avlade mogenhetsexamen i Strängnäs 1901 och studerade 1902–1904 vid Tekniska högskolan och därefter vid Uppsala universitet, där han blev filosofie kandidat 1906. Efter olika lärarförordnanden var han adjunkt i Strängnäs 1910–1912 och rektor vid Tekniska skolan i Västerås 1913–1928. Elvius var lektor i matematik och mekanik vid Statens elektrotekniska fackskola i Västerås från 1919 och 1919–1928 skolans rektor samt föreståndare för Västerås stads yrkesskola. Han företog resor i Europa och studerade bland annat vid tekniska högskolan i Zürich 1914. Som författare var han mycket mångsidig och författade uppsatser i tidningar och tidskrifter om den tekniska undervisningen, den svenska järnhanteringens tidigare historia, landhöjningen och bebyggelsehistoriska spörsmål.
Sven Elvius var son till läroverksadjunkten Vilhelm Samuelsson och bror till Gunnar Samuelsson. Han var far till Tord Elvius och svärfar till Aina Elvius.
Sven Elvius är gravsatt på Hovdestalunds kyrkogård.